# La Boissière-du-Doré
La Boissière-du-Doré település Franciaországban, Loire-Atlantique megyében. Lakosainak száma 1114 fő (2022. január 1.). La Boissière-du-Doré La Remaudière, Montrevault-sur-Èvre és Orée d’Anjou községekkel határos.

## Népesség
A település népességének változása:
| Lakosok száma | 523  | 551  | 627  | 822  | 999  | 1038 | 1045 | 1054 | 1071 | 1114 |
|               | 1968 | 1982 | 1990 | 2006 | 2013 | 2015 | 2017 | 2019 | 2020 | 2022 |